# Mentque
Mentque (Nederlands: Menteke) is een dorp in de Franse gemeente Mentque-Nortbécourt in het departement Pas-de-Calais. Het dorp ligt in het westelijk deel van de gemeente, zo'n anderhalve kilometer ten noordwesten van Nortbécourt.

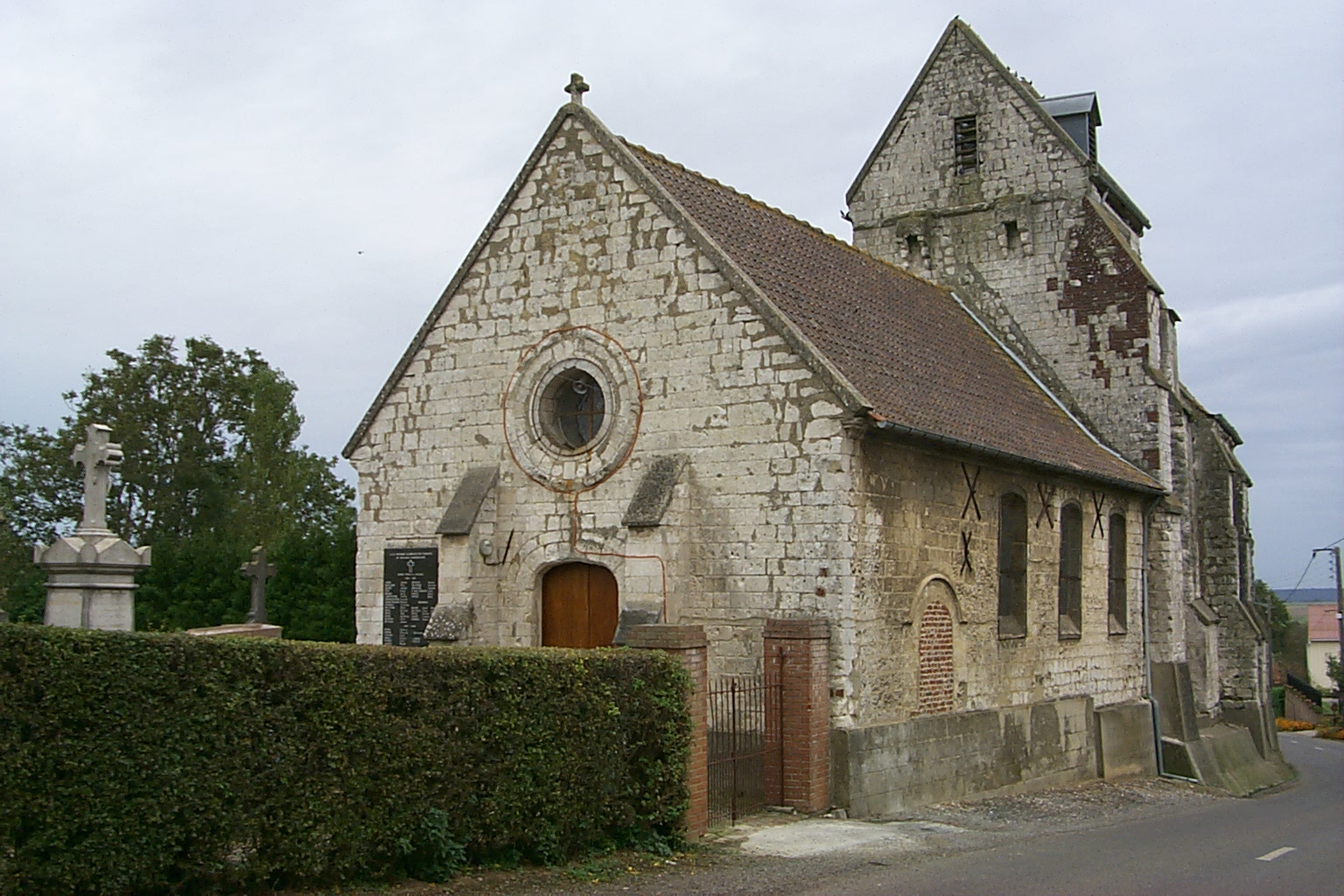
Église Saint-Léger

## Geschiedenis
Een oude vermelding van de plaats dateert uit de 9de eeuw als Menteka. De kerk van Mentque had die van Nortbécourt als hulpkerk.
Op het eind van het ancien régime werd Mentque een gemeente. In 1819 werd de gemeente Mentque (280 inwoners in 1806) samengevoegd met buurgemeente Nortbécourt (306 inwoners in 1806) in de gemeente Mentque-Nortbécourt.

## Bezienswaardigheden
- De Église Saint-Léger. Een 18de-eeuws tabernakel werd in 1911 geklasseerd als monument historique. In 1974 werd vervolgens een 18de-eeuws altaar geklasseerd.